# Pomnik Chopina w Singapurze
Pomnik Chopina w Singapurze – pomnik Fryderyka Chopina autorstwa Karola Badyny w ogrodzie botanicznym w Singapurze. 

## Opis
Fundatorem pomnika jest Ministerstwo Kultury i Dziedzictwa Narodowego, Instytut Adama Mickiewicza oraz sponsorzy – Halina i Mirosław Pieńkowscy. Inicjatywie budowy pomnika patronował Prezydent Rzeczypospolitej.
Autorem rzeźby jest krakowski rzeźbiarz Karol Badyna. Pomnik przedstawia kompozytora siedzącego przy fortepianie, a obok stoi zasłuchana dama. Rzeźbione postacie są wielkości naturalnej. Rozłożone nuty to zapis nutowy jednego z polonezów. W przeciwieństwie do realistycznie przedstawionych postaci, fortepian został zredukowany do samej klawiatury. Pomnik stanął w ogrodzie botanicznym, przy Dalvey Gate Road, niedaleko „Symphony Lake”.
Pomnik został odsłonięty 5 października 2008 roku. Uroczystości odsłonięcia pomnika towarzyszyła inauguracja działalności Towarzystwa Chopinowskiego w Singapurze. Odbył się koncert utworów Chopina w wykonaniu solistów i orkiestry Nanyang Academy of Fine Arts.